# Pierre-Buffière
Pierre-Buffière település Franciaországban, Haute-Vienne megyében. Lakosainak száma 1147 fő (2022. január 1.). Pierre-Buffière Saint-Hilaire-Bonneval, Saint-Jean-Ligoure és Vicq-sur-Breuilh községekkel határos.

## Népesség
A település népességének változása:
| Lakosok száma | 1163 | 1158 | 1169 | 1157 | 1152 | 1161 | 1163 | 1155 | 1147 |
|               | 2013 | 2015 | 2016 | 2017 | 2018 | 2019 | 2020 | 2021 | 2022 |